# Ethan Butera
Ethan Butera (Ukkel, 16 april 2006) is een Belgisch voetballer die sinds 2023 onder contract ligt bij AFC Ajax.

## Clubcarrière
In mei 2021 ondertekende Butera zijn eerste profcontract bij Anderlecht. Butera stond toen al een tijdje te boek als een groot talent: zo kon de verdediger, die als dertienjarige al een paar keer meespeelde met de U16 van Anderlecht, op zijn vijftiende rekenen op interesse van onder andere AFC Ajax, Atalanta Bergamo en Juventus FC.
Op 14 augustus 2022 maakte hij zijn profdebuut in het shirt van RSCA Futures, het beloftenelftal van Anderlecht dat vanaf het seizoen 2022/23 aantreedt in Eerste klasse B. Op de openingsspeeldag van het seizoen 2022/23 kreeg hij van Robin Veldman een basisplaats tegen KMSK Deinze.
Medio 2023 maakte Butera de overstap van RSC Anderlecht naar Ajax. De Belg tekende een contract voor drie seizoenen, tot en met 30 juni 2026.
De linksbenige speler werd na zijn transfer toegevoegd aan Jong Ajax. Nog voor zijn debuut voor de Amsterdammers raakte hij geblesseerd. Op 7 maart 2025 maakte Butera zijn rentree in het betaalde voetbal voor Jong Ajax, tegen VVV-Venlo. Hij kwam in de 86e minuut in de ploeg voor Mark Verkuijl.

## Clubstatistieken
| Seizoen | Club         | Competitie      | Competitie | Competitie | Beker | Beker | Internationaal | Internationaal | Totaal | Totaal |
| Seizoen | Club         | Competitie      | Wed.       | Dlp.       | Wed.  | Dlp.  | Wed.           | Dlp.           | Wed.   | Dlp.   |
| ------- | ------------ | --------------- | ---------- | ---------- | ----- | ----- | -------------- | -------------- | ------ | ------ |
| 2022/23 | RSCA Futures | Eerste klasse B | 14         | 0          | —     | —     | —              | —              | 14     | 0      |
| 2023/24 | Jong Ajax    | Eerste divisie  | 0          | 0          | —     | —     | —              | —              | 0      | 0      |
| 2024/25 | Jong Ajax    | Eerste divisie  | 2          | 0          | —     | —     | —              | —              | 2      | 0      |
| TOTAAL  | TOTAAL       | TOTAAL          | 16         | 0          | 0     | 0     | 0              | 0              | 16     | 0      |

Bijgewerkt op 27 april 2025.

## Privé
- Ethan is de zoon van ex-voetballer Jonathan Butera.